# Каширская
«Каши́рская» — кросс-платформенная станция Московского метрополитена на Замоскворецкой и Большой кольцевой линии. Расположена на границе районов Москворечье-Сабурово и Нагатино-Садовники (ЮАО) на пересечении улицы Маршала Шестопалова и Каширского шоссе, по которому и получила своё название. Открыта 11 августа 1969 года в составе участка «Автозаводская» — «Каховская». С 20 ноября 1995 года по 26 октября 2019 года также обслуживала ныне упразднённую Каховскую линию, для которой являлась восточной конечной. 1 марта 2023 года после реконструкции станция открыта повторно для Большой кольцевой линии в составе участка «Каховская» — «Нижегородская» во время церемонии полного замыкания линии. Колонная трёхпролётная станция мелкого заложения с одной островной платформой в каждом из залов. Первая построенная кросс-платформенная пересадка в Московском метрополитене. С 12 ноября 2022 года по 9 мая 2023 года включительно (до 5:30 10 мая) движение на Замоскворецкой линии через станцию временно было закрыто в связи с реконструкцией тоннеля на участке «Царицыно» — «Кантемировская», в связи с этим переход между залами станции использовался только для смены направления движения по Большой кольцевой линии. Движение по Замоскворецкой линии через станцию открыто 10 мая в 5:30.

## История
«Каширская» была открыта 11 августа 1969 года в составе участка «Автозаводская» — «Каховская», после ввода в эксплуатацию которого в Московском метрополитене стало 86 станций. Название станции дано по находящемуся на поверхности Каширскому шоссе.
Первоначально на станции действовало только два пути (второй и третий), обеспечивая движение по Горьковско-Замоскворецкой линии от «Речного вокзала» до «Каховской». После открытия в 1984 году участка «Каширская» — «Орехово» (позже — до «Красногвардейской») с вилочным движением был задействован первый путь. В 1995 году был построен оборотный тупик, и 20 ноября из состава Замоскворецкой линии была выделена новая Каховская линия (организационно оставаясь частью Замоскворецкой, используя с ней одно депо и общее диспетчерское управление). С этого момента на станции задействовано все четыре пути, а станция стала считаться за две станции. «Каширская» Каховской линии стала 151-й станцией Московского метрополитена.
С 26 октября 2019 года в связи с упразднением Каховской линии станция обслуживала только Замоскворецкую линию, третий и четвёртый пути не работали для пассажиров. С 2019 года в рамках работ по реконструкции Каховской линии и её включению в состав Большой кольцевой линии была проведена работа по замене всей отделки двух залов станции. Они открылись уже в составе Большой кольцевой линии 1 марта 2023 года.
В марте 2020 года в рамках работ по реконструкции Каховской линии и её будущему включению в состав Большой кольцевой линии началась работа по замене облицовки путевых стен, мрамора на колоннах и гранита на полу.
С 12 сентября 2020 по 8 февраля 2021 года поезда на Замоскворецкой линии не останавливались на платформе из центра в связи с реконструкцией западного зала для последующего включения станции в состав Большой кольцевой линии.
С 9 февраля по 31 августа 2021 года поезда на Замоскворецкой линии не останавливались на платформе в центр в связи с реконструкцией восточного зала для последующего включения станции в состав Большой кольцевой линии. Также закрыты выходы 1 и 2.
С 12 ноября 2022 года по 9 мая 2023 года включительно (до 5:30 10 мая) было закрыто движение по Замоскворецкой линии (не работали 1 и 2 станционные пути), с 1 марта 2023 года станция работала только в составе Большой кольцевой линии. 10 мая 2023 года в 5:30 движение по Замоскворецкой линии было открыто.

## Расположение, вестибюли и пересадки
Для Замоскворецкой линии «Каширская» расположена между станциями «Коломенская» и «Кантемировская», для Большой кольцевой линии — расположена между станциями «Варшавская» и «Кленовый бульвар». Станция находится на территории районов Москворечье-Сабурово и Нагатино-Садовники Южного административного округа Москвы.
Наземные вестибюли находятся по обе стороны Каширского шоссе. Электронное табло, установленное в западном вестибюле станции, отображает значение радиационного фона.
Залы станции соединены сразу тремя переходами с одной платформы на другую. Причиной является не загруженность или необходимость, а простота конструкции: платформы соединяются двумя переходами в общих вестибюлях и третьим лестничным переходом посередине станции. В восточном зале расположены: первый путь, обслуживающий поезда Замоскворецкой линии, следующие в сторону станции «Ховрино», и третий путь, обслуживающий поезда Большой кольцевой линии по направлению к станции «Кленовый бульвар» (против часовой стрелки). В западном зале расположены: второй путь обслуживающий поезда Замоскворецкой линии, следующие в сторону станции «Алма-Атинская», и четвёртый путь, обслуживающий поезда Большой Кольцевой линии, направляющиеся в сторону станции «Варшавская» (по часовой стрелке).

### Ремонт и реконструкция вестибюлей
С 12 сентября 2020 по 8 февраля 2021 года западный зал был закрыт на реконструкцию.
С 9 февраля по 31 августа 2021 года восточный зал был закрыт на реконструкцию.
Южный вестибюль (выходы № 1 и № 2) был закрыт на реконструкцию с 12 сентября 2020 года по 1 марта 2023 года, и открылся уже в составе Большой Кольцевой линии, хотя первоначально открыть его планировали 25 января 2021 года.
Реконструкция северного вестибюля (выходы № 3 и № 4) была начата 20 марта 2022 года и первоначально шла без его закрытия для пассажиров. 12 ноября 2022 года вестибюль был закрыт вместе со всей станцией, но остался закрытым и после 10 мая 2023 года, когда открылся участок между станциями «Автозаводская» и «Орехово», включающий эту станцию. Открытие вестибюля после реконструкции было запланировано на 31 марта 2024 года, затем на 9 сентября 2024 года, а затем на 31 декабря 2024 года, однако сроки в очередной раз были перенесены. В итоге, открытие вестибюля состоялось 3 января 2025 года.

## Архитектура и оформление
Конструкция станции — двухзальная колонная станция мелкого заложения, выполненная как единая конструкция (глубина заложения — 7 метров). Каждый из залов выполнен как колонная трёхпролётная станция мелкого заложения и сооружён по типовому проекту из сборного железобетона. Поскольку залы разделены на совмещение обеих линий, их часто различают как «восточный» и «западный», по типу же оба они идентичны другим колонным станциям мелкого заложения. Залы разделены путевой стеной и соединены переходным мостиком.
Изначально колонны восточного зала были облицованы серым мрамором, пол был выложен красно-алым гранитом. Колонны западного зала, наоборот, были облицованы красным мрамором, а пол был выложен серым гранитом. Путевые стены были облицованы белой керамической плиткой, дверцы для доступа к коммуникациям были украшены художественными вставками на тему «Жизнь страны» (скульптор З. М. Ветрова) по две на каждую путевую стену, дублируясь. Чеканки с ГЭС и с космосом отражены зеркально от своей пары, а с ЛЭП и городом — одинаковые.
В ходе реконструкции был частично сохранён принцип «зеркальности», но поменялась облицовка: путевые стены западного зала теперь отделаны белым мрамором коелга, а колонны — чёрным лабрадоритом; в восточном зале наоборот — путевые стены отделаны лабродоритом, а колонны коелгой. Пол в обоих залах стал серого цвета, в двух оттенках. Из-за размещения над путями Большой кольцевой линии противопожарных устройств металлические вставки с этих путевых стен пришлось переместить на противоположные, поэтому теперь их там по четыре, а дверцы на стенах путей БКЛ были облицованы камнем.

## Путевое развитие

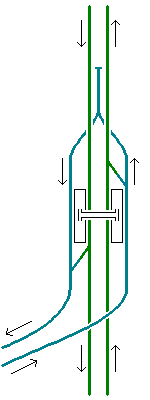
Схема организации движения через станцию (1995—2019)

Бывший тупик упразднённой Каховской линии ликвидирован и продлён в сторону станции Кленовый бульвар БКЛ. Хотя некоторые поезда БКЛ могут и отныне тоже прибывать пустыми на платформу станции Каширская в сторону Варшавской и сажать там в свои вагоны самых первых пассажиров.

## Станция в цифрах
- Код станции — 025.
- В марте 2002 года пассажиропоток составлял: по входу — 69,1 тыс. человек, по выходу — 69,3 тыс. человек в сутки[17].
- Время открытия станции в 5 часов 25 минут, время закрытия станции для входа пассажиров в 1 час ночи[18].

## Наземный общественный транспорт
На этой станции можно пересесть на следующие маршруты городского пассажирского транспорта:
- Автобусы: м83, м86, е29, е80, е85, 751, 770, с806, с820, с823, 838, 844, с850, с891, 897, 899, н13

## Галерея

### До реконструкции (до 26 октября 2019 года)
| - Западный зал - Памятная табличка, ныне отсутствует. 26 ноября 2013 года - Зал станции. 26 февраля 2000 года - Посадочная платформа. 26 февраля 2000 года. На стене висел ещё старый указатель пересадки, оставшийся в наследство от эпохи вилочного движения. |

| - Восточный зал - Памятная табличка, ныне отсутствует. 19 мая 2020 года - Зал станции. 4 декабря 2010 года - Зал станции. в начале 2010-х годов - Посадочная платформа. 26 февраля 2000 года |

### Реконструкция (c сентября 2020 года по февраль 2023 года)
| - Западный зал - Общий вид 4 сентября 2021 года - Общий вид 11 ноября 2022 года - Закрытая пересадка в центре зала 11 ноября 2022 года - Закрытая пересадка в центре зала 12 апреля 2021 года - Название на путевой стене 11 ноября 2022 года - Проход между спусками северного вестибюля 11 ноября 2022 года |

| - Восточный зал - Общий вид 11 ноября 2022 года - Закрытая пересадка в центре зала 11 ноября 2022 года - Закрытая пересадка в центре зала 4 сентября 2021 года - Название на путевой стене 11 ноября 2022 года - Противопожарная камера у северного выхода 11 ноября 2022 года - Противопожарная камера у южного выхода 11 ноября 2022 года |

| - Вестибюли - Южный вестибюль во время ремонта 11 сентября 2020 года - Северный вестибюль внутри 11 ноября 2022 года - Северный вестибюль внутри 11 ноября 2022 года - Северный вестибюль внутри 11 ноября 2022 года |

### После реконструкции (2023 год)
| - Барельефы на пути в сторону станции «Кантемировская» (в западном зале) - Гидроэлектро- станция - Город и станция «Маяковская» - Опоры линий электропередачи - Космическая тематика |

| - Барельефы на пути в сторону станции «Коломенская» (в восточном зале) - Гидроэлектро- станция - Город и станция «Маяковская» - Опоры линий электропередач - Космическая тематика |

| - Вестибюли - Северный вестибюль после ремонта 7 января 2025 года - Подъёмник в северном вестибюле 7 января 2025 года |